# Anguatib daurat de Calabar
L'anguatib daurat de Calabar (Arctocebus calabarensis), també conegut com a poto daurat de Calabar o poto de Calabar, és un primat estrepsirrí de la família dels lorísids, que comparteix gènere amb l'anguatib daurat. Està estretament relacionat amb el poto (Perodicticus potto) i altres loris.

## Etimologia
El nom comú de l'espècie prové de la ciutat nigeriana de Calabar.

## Distribució i hàbitat
L'anguatib daurat de Calabar viu a les selves de l'oest d'Àfrica, encara que a les zones on els boscos han estat netejats, se sap que viu a terres de cultiu. La seva distribució geogràfica inclou el Camerun, Nigèria i Guinea Equatorial.

## Descripció
L'anguatib daurat de Calabar pesa entre 266 i 465 grams, té una longitud del cap i el cos que varia entre 22,9 i 30,5 centímetres i una longitud de la cua d'entre 4 i 10 centímetres. El seu pelatge té un color groc ataronjat a l'esquena i gris o blanc al ventre i una línia blanca ben visible al front i al nas. Com altres lorísids, aquest anguatib té un dit index molt curt, el qual li permet agafar-se amb força a les branques. El segon dit de cada peu té una urpa especialitzada, que fa servir per netejar-se. Cal destacar que és l'únic primat que té una membrana nictitant (una tercera parpella).

## Comportament
L'anguatib daurat de Calabar és un animal nocturn i arborícola, que roman en una part dels arbres considerablement més baixa que altres prosimis nocturns del seu territori, generalment a uns 5 metres per sobre del terra. Es mou pujant molt lentament pels arbres, sempre agafant-se a les branques amb un mínim de tres extremitats alhora. Durant el dia dorm sota el fullatge dens, penjat d'una branca.
Els anguatibs reforcen els seus llaços socials a través de la neteja mútua i les marques odoríferes.

### Dieta
La seva dieta està formada principalment per insectes, especialment erugues, encara que també s'aliment d'alguns fruits. Altres insectes consumits per l'anguatib daurat de Calabar són els escarabats, les formigues, les arnes i els gríl·lids. Alguns d'aquests insectes emeten una forta olor, que fa que altres animals els rebutgin. Abans de menjar-se una eruga, la netegen amb cura amb les mans per treure qualsevol pua verinosa.
Aquesta espècie cerca aliment en solitari a la part baixa del dosser o a terra, dins del sotabosc.
Malgrat que en general es mouen lentament, se'ls ha vist aixecant-se amb rapidesa sobre les potes posteriors per tal de capturar les arnes que volen al seu voltant.
Aquesta espècie, com moltes altres, ajuda a dispersar les llavors de les fruites que menja, defecant-les. D'aquesta manera intervé en la reproducció de les plantes i dels arbres.

### Reproducció
Les femelles tenen un cicle estral que té una durada d'entre 35 i 46 dies, un període de gestació d'entre 131 i 136 dies i són capaces d'aparellar-se més d'un cop per any, encara que no es coneixen el detalls dels intervals entre naixements.
La temporada d'aparellament comença generalment a finals de l'estació seca i s'allarga fins a l'inici de l'estació humida. A causa d'aquest fet, es poden aparellar més d'un cop per any. Els anguatibs daurats de Calabar copulen al final del cicle estral de la femella, just quan aquesta està a punt d'ovular. Quan aquesta està llesta per aparellar-se, li indica al mascle penjant-se cap per avall d'una branca. Aleshores el mascle es penja cap per avall, agafant-se a la branca i a la femella i s'inicia la còpula.
Les femelles donen a llum una única cria, que generalment neix entre el gener i l'abril. La cria neix amb els ulls oberts i s'agafa al ventre de la mare immediatament, fet que es perllonga durant 4 mesos, ja que no és capaç de moure's per si sola. Als 4 mesos, la cria deixa d'agafar-se al ventre i comença a viatjar a l'esquena de la mare. Durant els 3 o 4 primers mesos la mare alleta a la cria i cerca aliment amb ella durant 2 mesos més. Als 6 mesos la cria se separa de la mare i deixa el territori natal. Aproximadament als 18 mesos d'edat, els joves assoleixen la maduresa sexual.

### Esperança de vida
A la natura, l'esperança de vida dels anguatibs daurats de Calabar és d'entre 12 i 15 anys, amb una mitjana de 13 anys. Quan es troben en captivitat, la seva longevitat es pot allargar fins als 18 o 20 anys.

### Comunicació
La comunicació d'aquesta espècie no ha estat ben descrita, encara que s'han registrat vocalitzacions i se sap que els signes visuals de la posició de la femella per la còpula, són importants per l'aparellament. Presumiblement, com succeeix en altres prosimis, marquen els seus territoris amb mesc (una substància aromàtica). A més, la comunicació tàctil entre les mares i les cries, així com entre parelles, és important.

### Depredadors
No hi ha detalls dels seus depredadors, encara que presumiblement són víctimes de petits carnívors i d'altres depredadors nocturns de l'Àfrica equatorial. Davant d'un depredador, s'enrotllen com una bola mantenint la boca oberta per sota de l'aixella. Si l'atac persisteix, mosseguen al depredador i no el deixen anar. Els nounats neixen amb els ulls oberts i s'aferren a les seves mares o a branques. Per tal d'evitar ser preses d'ocells, rarament es troben a més de 15 metres del terra.

## Estat de conservació
Aquesta espècie es troba dins l'Apèndix II de la llista del CITES, el que vol dir que hi ha restriccions i directrius en relació al seu comerç i explotació. A més, també s'enfronta a la pèrdua d'hàbitat deguda a la tala d'arbres per obtenir-ne fusta i crear terres de cultiu. Malgrat que es poden adaptar a un vegetació secundària, no són capaços de moure's per zones desforestades.

## A la literatura
L'anguatib daurat de Calabar, juntament amb el poto, apareix a la sèrie de novel·les Aubrey-Maturin de Patrick O'Brian. Stephen Maturin adquireix un poto daurat de Calabar en els seus viatges i esdevé absurdament unit a ell.
En el primer llibre de Gerald Durrell, The Overloaded Ark (en català, L'arca sobrecarregada), un dels temes secundaris és la cerca d'un anguatib.